# Międzynarodowy Dzień Jogi
Międzynarodowy Dzień Jogi, ang. International Day of Yoga – święto proklamowane 11 grudnia 2014 przez Zgromadzenie Ogólne ONZ z inicjatywy  premiera Indii Narendry Modi (rezolucja A/RES/69/131) poświęcone propagowaniu jogi. Na obchody wyznaczono dzień 21 czerwca. Pierwsze oficjalne obchody odbyły się w 2015 roku.

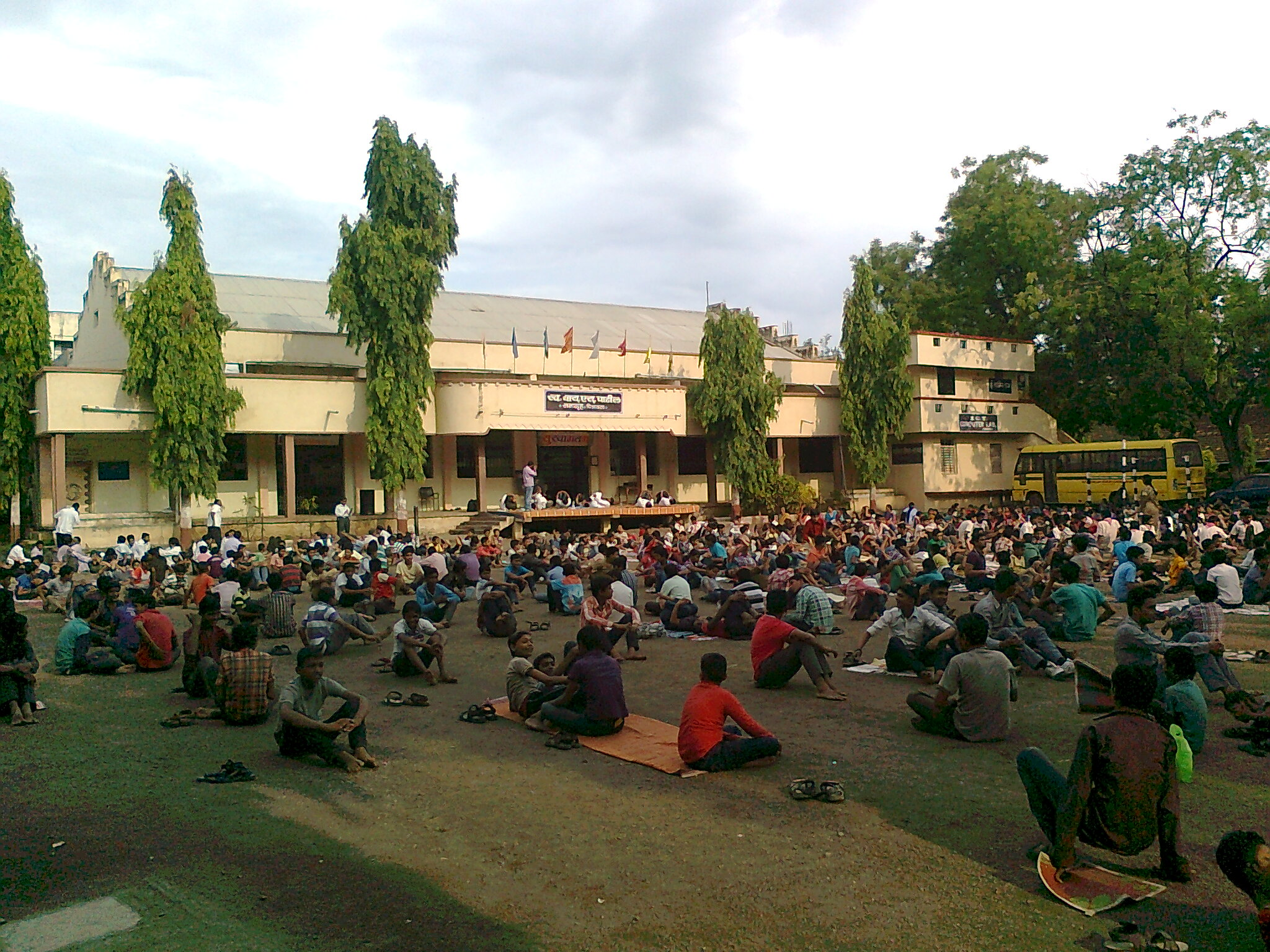
Obchody święta 2015 w Maharasztra w Indiach.